# Isla Al Lulu
La Isla Al Lulu, en árabe: جزيرة اللؤلؤ, es una isla artificial de 1050 acres (4,2 km²)  frente a las costas de la isla de Abu Dhabi, Emiratos Árabes Unidos. Se extiende desde el rompeolas de Abu Dabi hasta los Puertos Marítimos Zayed. Es una Recuperación de tierras o tierra ganada al mar que se completó en 1992. Después de varios planes que fueron abandonados, la isla está siendo desarrollada por la empresa Sorouh como una mezcla de proyectos comerciales y residenciales. También se rumoreaba que Al Lulu Isla sería un destino turístico con un parque de atracciones de Disney a mediados de la década de 1990.

## Apertura de la Isla
En abril de 2007, la isla abrió al público, con lo siguiente:
- Dos restaurantes
- Cuatro cafés
- Dos tramos de playa en el norte y el sur de la isla
- Vestuarios
- Cafeterías
- Un área duned
- Mezquitas
- Dos lagos artificiales de agua dulce

A partir del 29 de abril, la isla no está en obras mayores de construcción, pero aún continúa en la limpieza de edificios y mantenimiento de ciertos lugares, tales como los restaurantes, que todavía no están listos.

## Transporte
Hay cuatro barcos que son capaces de transportar 25 personas, y un transporte marino que sirve como un Bus de mar capaz de transportar 60. El viaje en barco es gratuito, Se dispone de chalecos salvavidas a bordo. Una vez en la isla, existe la posibilidad de elegir entre un viaje en tren o un recorrido en autobús al destino de cad persona. El 1 de enero de 2009, el servicio de transbordador se detuvo bruscamente, debido a una no especificada "renovación" en la isla. El acceso es, por ahora, sólo en bote privado.

## Tarifas
La Entrada a la isla, abierta de 8 a. m. a 8 p. m., cuesta 15 dirhams por persona. Niños menores de cinco años de edad son admitidos gratuitamente. Para viajar en el tren, otros cinco dirhams son necesarios, mientras que el autobús es gratuito. Hay varias actividades en la isla, tales como navegación en botes y montar camellos y caballos.